# Siegfried Gensich
Siegfried Gensich (* 4. April 1957) ist ein ehemaliger deutscher Fußballtorwart (DDR).
Beim Viertelfinal-Hinspiel im nationalen Vereinspokal der DDR, dem FDGB-Pokal, in der Saison 1978/79 kam Gensich zu seinem ersten Pflichtspiel in der 1. Herrenmannschaft des damals in der höchsten Spielklasse der DDR, der DDR-Oberliga, vertretenen FC Hansa Rostock. Unter Assistenztrainer Jürgen Heinsch, der in diesem Spiel in Berlin Hansa-Trainer Helmut Hergesell vertrat, stand er in der Startelf gegen Ligakonkurrent BFC Dynamo. Torwart Gensich lag in diesem Auswärtsspiel mit dem Team bereits nach 18 Minuten mit 0:2 zurück, woran der Debütant im Hansa-Tor seinen Anteil hatte. So konnte er in der 13. Spielminute einen von Frank Terletzki durchgeführten Freistoß aus 30 Meter nicht parieren und musste bereits fünf Minuten später, nach einem Kopfball von Rainer Troppa, erneut hinter sich greifen. Jürgen Heinsch reagierte, nahm Gensich nach nur 20 Minuten vom Feld und ersetzte ihn durch Karl-Heinz Aul. Diese Partie am 13. Dezember 1978 endete vor 5000 Zuschauern schließlich mit einer 1:4-Niederlage. Das Rückspiel, welches am 20. Dezember 1978 stattfand, wurde gar mit 1:7 verloren und Hansa schied aus dem Wettbewerb aus. Gensich stand hier allerdings nicht im Tor.
In Saison 1979/80, Hansa spielte nach dem Abstieg aus der Oberliga nun in der DDR-Liga, erfuhr Gensich drei weitere Pflichtspiele in der 1. Herrenmannschaft der Rostocker. Unter dem neuen Trainer Harry Nippert stand er zwischen dem 17. und 19. Spieltag gegen Motor Warnowwerft Warnemünde (4:0), Dynamo Schwerin (2:1) und Hydraulik Parchim (5:1) im Hansa-Tor. Alle drei Spiele konnten erfolgreich bestritten werden und dennoch wurde er ab dem 20. Spieltag durch Ulf Groothuis ersetzt. Somit datiert sein letzter Einsatz für die erste Männermannschaft Hansas auf den 29. März 1980. Nach Ablauf dieser Spielzeit wurde die Kogge ungeschlagen Staffelsieger und stieg  nach erfolgreich bestrittener Aufstiegsrunde wieder in die DDR-Oberliga auf.
Im weiteren Verlauf seiner aktiven Karriere trat er für die Reserve des FC Hansa in Erscheinung und spielte mit der Mannschaft von 1980 bis 1983 in der Nachwuchsoberliga und ab 1983 in der drittklassigen Bezirksliga Rostock. Gensich bestritt mit der Zweitvertretung der Rostocker im September 1984 eine weitere, seine insgesamt zweite, Partie im nationalen Vereinspokal. In der 2. Runde der FDGB-Pokalsaison 1984/85 stand er im Heimspiel gegen den BFC Dynamo II im Tor und verlor 2:4. Zur Saison 1985/86 folgte ein Wechsel zum Stadtrivalen, der zweitklassigen TSG Bau Rostock und Gensich musste einen Abstieg hinnehmen. Daraufhin schloss er sich der SG Bentwisch, die in der Bezirksklasse spielberechtigt war, an.
Nach seiner aktiven Laufbahn wurde Siegfried Gensich, unter anderem, Abteilungsleiter Fußball beim FSV Bentwisch, trat dort jedoch im Mai 2014 zurück.